# X (canción de System of a Down)
«X» (Multiply) —en español: «Multiplicar»— es la quinta canción del segundo álbum de estudio de System of a Down, Toxicity. La canción habla sobre la inmigración, la superpoblación y el genocidio armenio de 1915 (un tema que se aborda en muchas de las canciones de SOAD). La película Screamers de 2006, que trata sobre el genocidio armenio, presenta a los miembros de la banda de SOAD, principalmente Serj Tankian.
Esta canción fue escrita antes del álbum homónimo System of a Down, pero se retuvo hasta Toxicity para poder trabajar en ella. Sin embargo, se tocó en vivo algunas veces entre 1997 y 2001.

## Letras
En el primer verso están hablando de la inmigración y que el gobierno no quiere que venga gente de otros países, por la superpoblación y en algunos casos por la "causa del terrorismo". Mientras que en el segundo podría estar refiriéndose a la lucha por emigrar a un nuevo país (como Estados Unidos) en el que muchos mueren en el intento, como resultado de las duras medidas de seguridad que se aplican en la frontera. También puede referirse específicamente al genocidio armenio ya que la banda está formada por armenio-estadounidenses y siempre hablan de esto. Daron Malakian dijo:
Este no es solo un espectáculo de rock and roll. Para nuestros asesinos, esto es venganza.

## Listado de canciones
| CD, EP, Promo |               |          |  |
| N.º           | Título        | Duración |  |
| 1.            | «Prison Song» | 3:30     |  |
| 2.            | «X»           | 2:01     |  |

## Personal
- Serj Tankian: Voz principal y teclado electrónico
- Daron Malakian: Voz secundaria y guitarra
- Shavo Odadjian: bajo
- John Dolmayan: batería y percusiones